# 前橋站
前橋站（日语：〔〕／ Maebashi eki */?）是位於日本群馬縣前橋市表町的東日本旅客鐵道（JR東日本）鐵路車站。

## 車站構造
島式月台2面3線的高架車站。

### 月台配置
| 月台 | 路線    | 方向 | 目的地                                                        | 備註                 |
| ---- | ------- | ---- | ------------------------------------------------------------- | -------------------- |
| 1    | ■兩毛線 | 下行 | 伊勢崎、桐生、小山方向                                        |                      |
| 1    | ■兩毛線 | 上行 | 新前橋、高崎、東京、新宿方向 （包括■湘南新宿線、■上野東京線） | 此站始發的一部分列車 |
| 2    | ■兩毛線 | 上行 | 新前橋、高崎、東京、新宿方向 （包括■湘南新宿線、■上野東京線） | 此站始發的大部分列車 |
| 2    | ■兩毛線 | 下行 | 伊勢崎、桐生、小山方向                                        | 部分列車             |
| 3    | ■兩毛線 | 上行 | 新前橋、高崎、東京方向                                        | 小山方向開抵的列車   |

（來源：JR東日本:車站構內圖 （页面存档备份，存于））

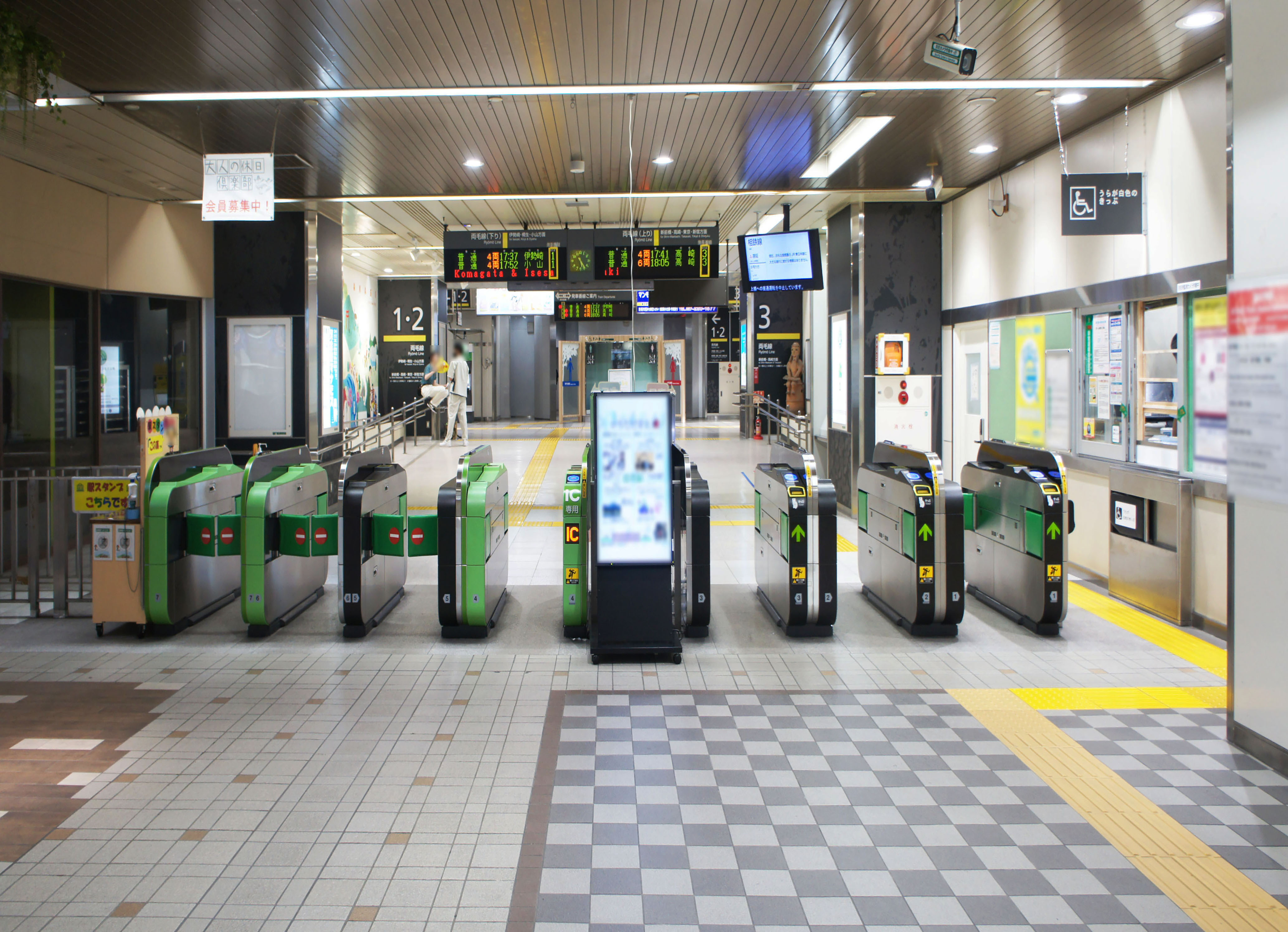
閘口（2021年7月）
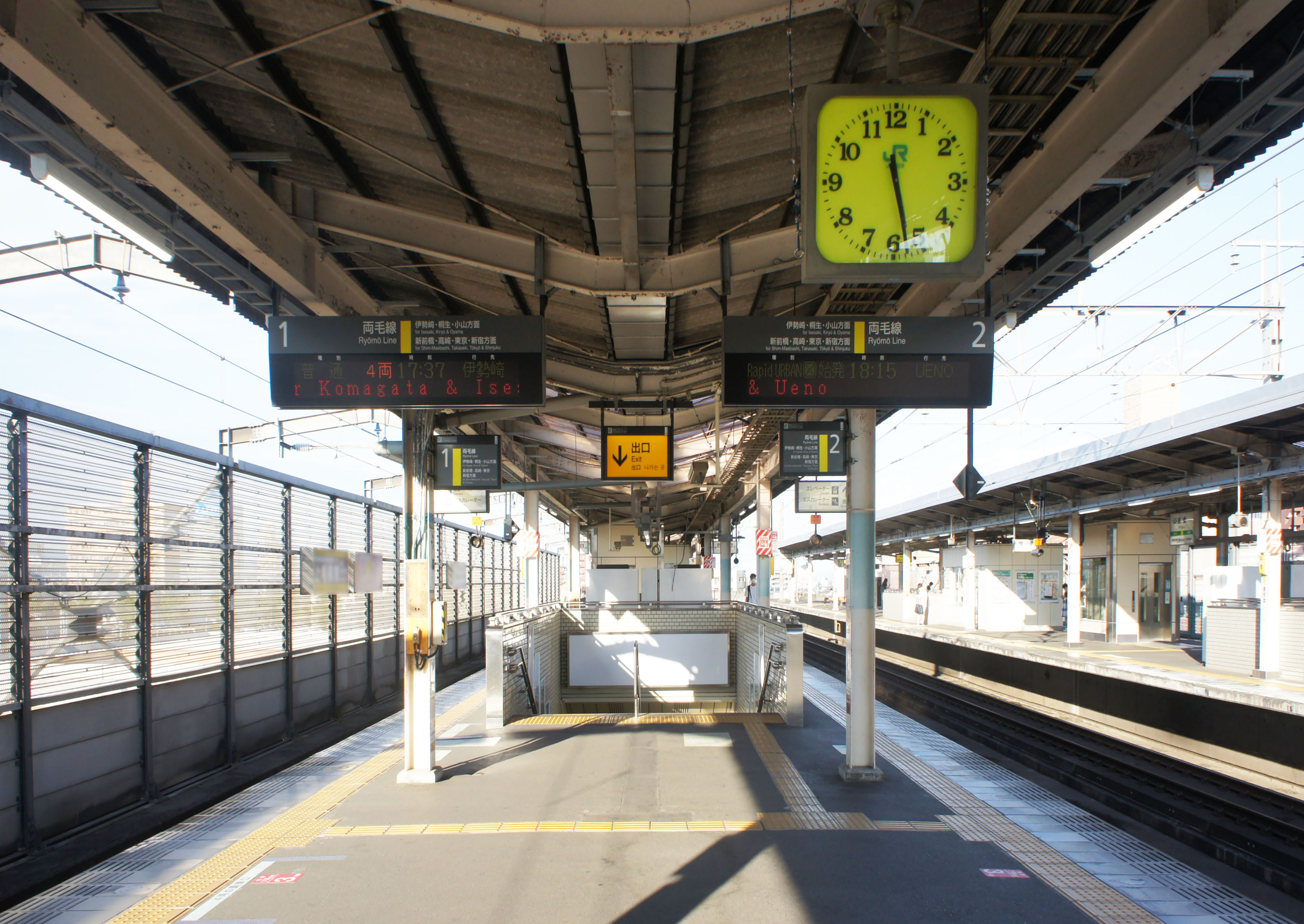
1、2號月台（2021年7月）
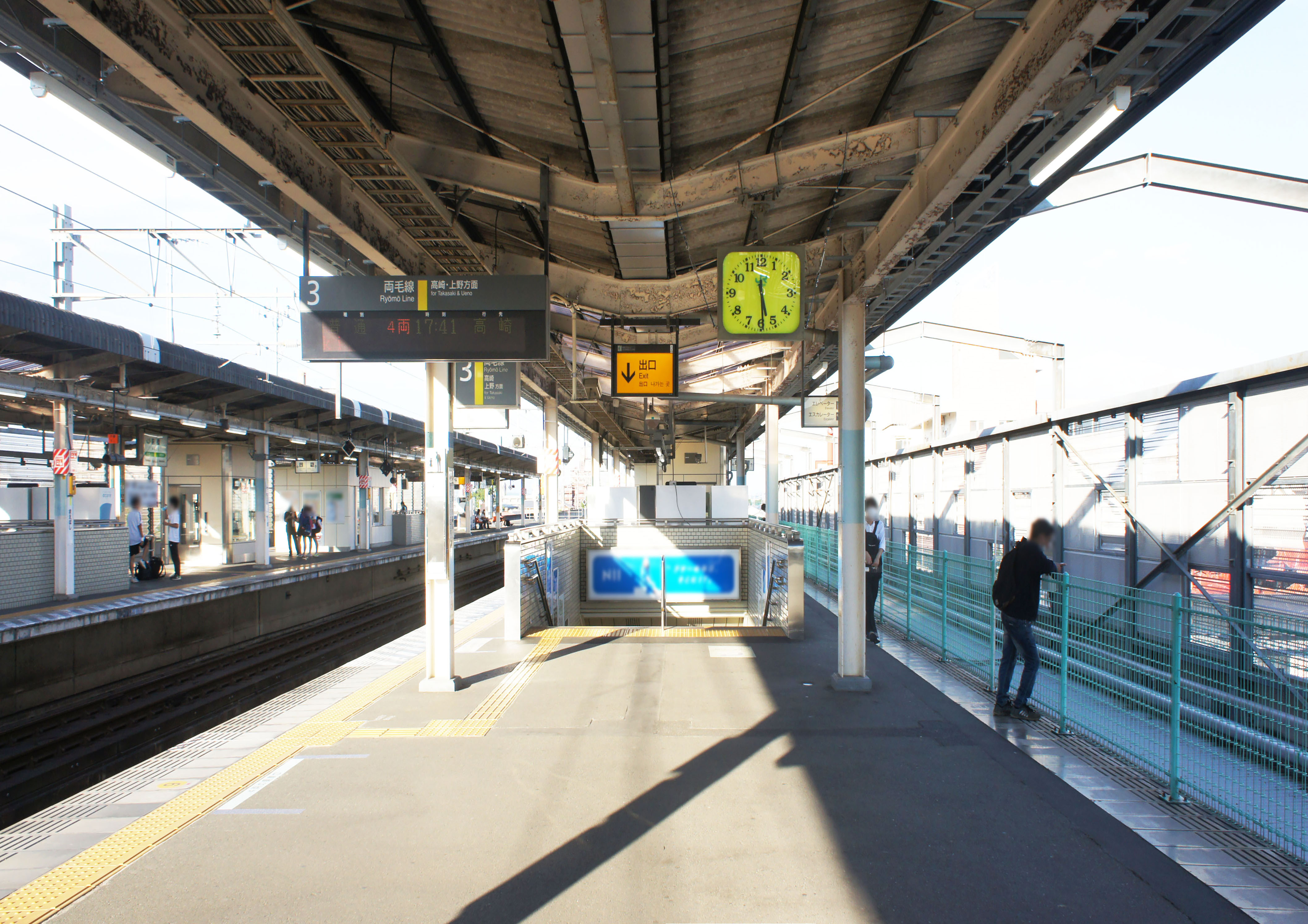
3號月台（2021年7月）

## 使用情況
根據JR東日本，2019年（令和元年）度1日平均上車人次為10,511人。群馬縣內JR車站當中僅次於高崎站排行第2多。兩毛線內（小山站至新前橋站間）僅次於小山站排行第2位。
此站是兩毛線中途站當中上車人次最多的車站，但也是關東甲信越地方縣廳所在地車站當中最少的（比宇都宮站、水戶站、新潟站、長野站、甲府站都要少）。這是因為群馬縣的鐵路總站以高崎站來建設的歷史背景，而前橋站本身亦遠離前橋市中心。縣廳所在地車站設於遠離市中心的類似事例還有熊本站。
近年的推移如下表。
| 上車人次推移       | 上車人次推移     | 上車人次推移    |
| 年度               | 1日平均 上車人次 | 來源            |
| ------------------ | ---------------- | --------------- |
| 2000年（平成12年） | 10,593           | [ 利用客数 2 ]  |
| 2001年（平成13年） | 10,334           | [ 利用客数 3 ]  |
| 2002年（平成14年） | 10,011           | [ 利用客数 4 ]  |
| 2003年（平成15年） | 9,961            | [ 利用客数 5 ]  |
| 2004年（平成16年） | 9,742            | [ 利用客数 6 ]  |
| 2005年（平成17年） | 9,571            | [ 利用客数 7 ]  |
| 2006年（平成18年） | 9,511            | [ 利用客数 8 ]  |
| 2007年（平成19年） | 9,607            | [ 利用客数 9 ]  |
| 2008年（平成20年） | 9,853            | [ 利用客数 10 ] |
| 2009年（平成21年） | 9,567            | [ 利用客数 11 ] |
| 2010年（平成22年） | 9,422            | [ 利用客数 12 ] |
| 2011年（平成23年） | 9,294            | [ 利用客数 13 ] |
| 2012年（平成24年） | 9,693            | [ 利用客数 14 ] |
| 2013年（平成25年） | 10,107           | [ 利用客数 15 ] |
| 2014年（平成26年） | 10,035           | [ 利用客数 16 ] |
| 2015年（平成27年） | 10,188           | [ 利用客数 17 ] |
| 2016年（平成28年） | 10,353           | [ 利用客数 18 ] |
| 2017年（平成29年） | 10,490           | [ 利用客数 19 ] |
| 2018年（平成30年） | 10,682           | [ 利用客数 20 ] |
| 2019年（令和元年） | 10,511           | [ 利用客数 21 ] |

## 車站周邊

### 北口周邊
- 群馬縣廳大樓
- 前橋市役所

### 南口周邊
- 高速巴士站
- 東横INN前橋站前
- 前橋市民文化會館

## 相鄰車站
東日本旅客鐵道
■兩毛線
新前橋－前橋－前橋大島

### 使用情況
1. ↑  . 東日本旅客鉄道.   [2019-07-05]. （原始内容存档于2020-07-10）.
2. ↑  . 東日本旅客鉄道.   [2019-03-23]. （原始内容存档于2007-10-28）.
3. ↑  . 東日本旅客鉄道.   [2019-03-23]. （原始内容存档于2019-03-22）.
4. ↑  . 東日本旅客鉄道.   [2019-03-23]. （原始内容存档于2019-03-22）.
5. ↑  . 東日本旅客鉄道.   [2019-03-23]. （原始内容存档于2019-03-22）.
6. ↑  . 東日本旅客鉄道.   [2019-03-23]. （原始内容存档于2019-03-22）.
7. ↑  . 東日本旅客鉄道.   [2019-03-23]. （原始内容存档于2006-06-16）.
8. ↑  . 東日本旅客鉄道.   [2019-03-23]. （原始内容存档于2019-03-22）.
9. ↑  . 東日本旅客鉄道.   [2019-03-23]. （原始内容存档于2019-03-22）.
10. ↑  . 東日本旅客鉄道.   [2019-03-23]. （原始内容存档于2014-10-06）.
11. ↑  . 東日本旅客鉄道.   [2019-03-23]. （原始内容存档于2019-03-22）.
12. ↑  . 東日本旅客鉄道.   [2019-03-23]. （原始内容存档于2011-07-10）.
13. ↑  . 東日本旅客鉄道.   [2019-03-23]. （原始内容存档于2018-07-07）.
14. ↑  . 東日本旅客鉄道.   [2019-03-23]. （原始内容存档于2019-03-22）.
15. ↑  . 東日本旅客鉄道.   [2019-03-23]. （原始内容存档于2016-01-06）.
16. ↑  . 東日本旅客鉄道.   [2019-03-23]. （原始内容存档于2018-03-16）.
17. ↑  . 東日本旅客鉄道.   [2019-03-23]. （原始内容存档于2018-01-13）.
18. ↑  . 東日本旅客鉄道.   [2019-03-23]. （原始内容存档于2018-11-06）.
19. ↑  . 東日本旅客鉄道.   [2019-07-05]. （原始内容存档于2020-07-10）.
20. ↑  . 東日本旅客鉄道.   [2019-07-05]. （原始内容存档于2020-07-10）.
21. ↑  . 東日本旅客鉄道.   [2020-07-12]. （原始内容存档于2020-07-13）.

## 外部連結
- 車站資訊（前橋）：東日本旅客鐵道